# Camila Vallejo

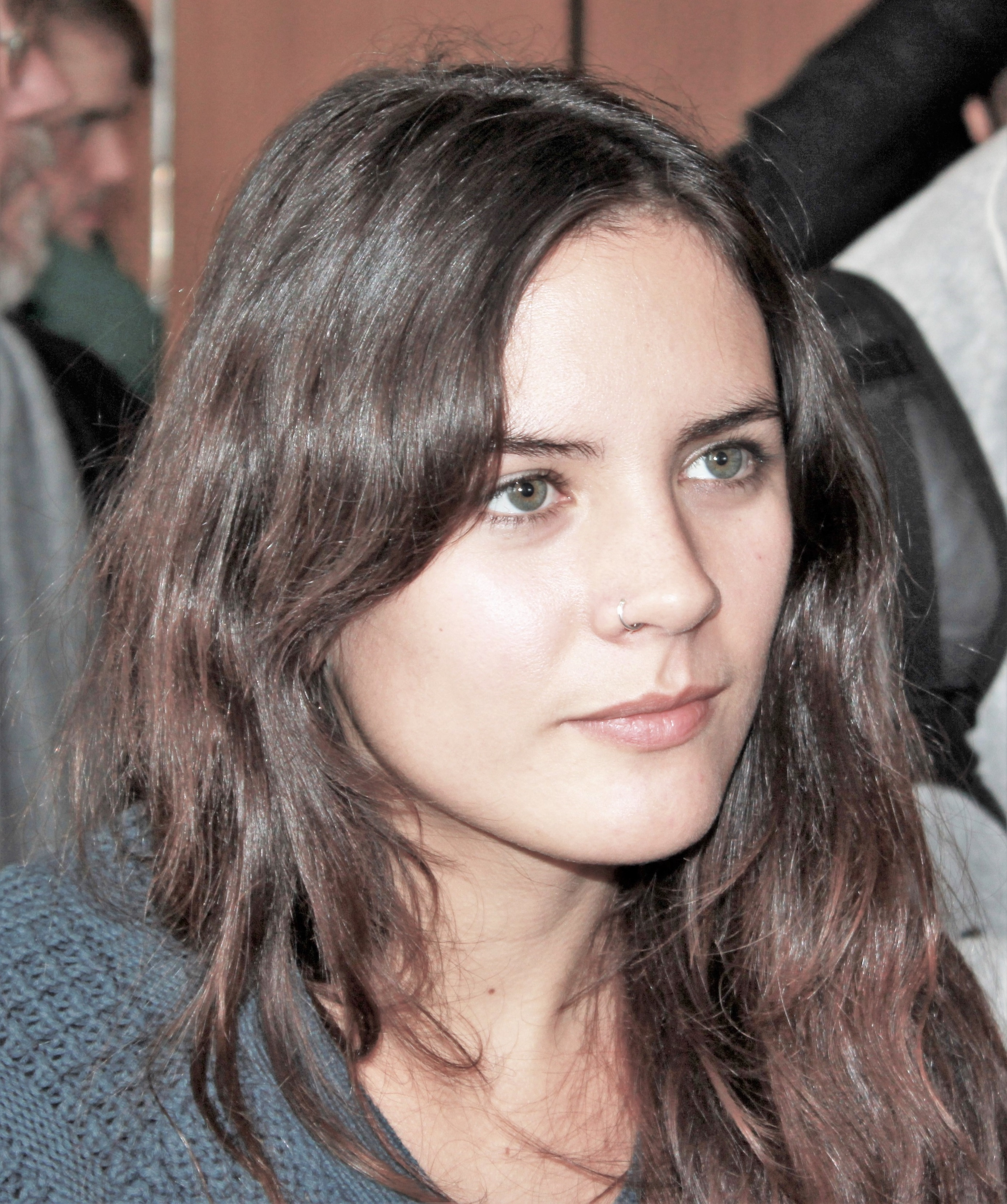
Camila Vallejo w 2012

Camila Antonia Amaranta Vallejo Dowling (ur. 28 kwietnia 1988 w Santiago) – studentka geografii Uniwersytetu Chilijskiego i przywódczyni studenckiego ruchu w Chile (2011).
W latach 2010–2011 była przewodniczącą Federacji Studentów Uniwersytetu Chilijskiego (FECh). Była także czołową rzeczniczką i przewodniczącą Konfederacji Studentów Chile (CONFECh) podczas studenckich protestów w 2011.
Camila Vallejo od 2007 jest członkiem Komunistycznej Młodzieży Chile (JCC), młodzieżówki Komunistycznej Partii Chile.
W wyborach parlamentarnych z 17 listopada 2013 została wybrana do Izby Deputowanych (Cámara de Diputados) Kongresu Narodowego.